# Alice z Thouars
Alice z Thouars (bretonsky Alis Breizh, francouzsky Alix de Thouars, 1200 – 21. října 1221) byla bretaňská vévodkyně.

## Život

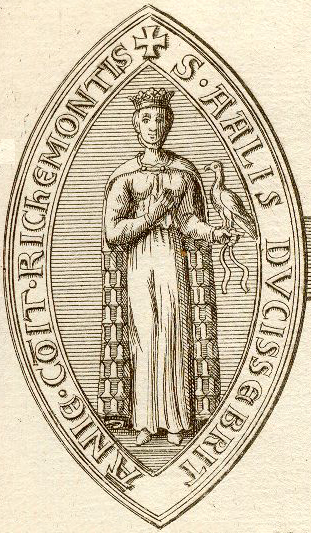
Kresba Aliciny pečetě

Alicina matka Konstancie byla po smrti svého otce Conana IV. dědičkou Bretaně a velice žádanou partií. Alice se narodila z třetího manželství své matky s Vítem z Thouars a matka záhy po porodu zemřela. Nevlastními sourozenci byli Artur a Eleonora, kteří se stali oběťmi války o dědictví po strýci Richardovi Lví srdce. Roku 1202 byli po bitvě u Mirabeau zajati. Artur byl pravděpodobně zavražděn druhým strýcem Janem Bezzemkem a Eleonora mnoho let vězněna.
Bretaňští baroni po Arturově smrti uznali dědická práva malé Alice a Vít z Thouars se stal regentem až do roku 1206, kdy regentství převzal francouzský král Filip II. Roku 1213, krátce po otcově smrti, byla mladičká Alice za horlivé podpory bretaňské šlechty provdána za Petra z Dreux, králova bratrance. Ženich byl mladším synem z boční linie Kapetovců a sňatek s bretaňskou dědičkou byl zásahem štěstěny. Z manželství se narodily tři děti a narození toho posledního zaplatila Alice životem. Z posledních let manželství pochází zpodobnění Petra, Alice a obou starších dětí na vitrážích jižní rozety v katedrále Notre-Dame v Chartres, kterou Petr financoval.
Svému vévodství Alice fakticky nikdy nevládla. Byla pohřbena po boku svých rodičů v klášteře Notre-Dame Villeneuve u Nantes. Ovdovělý Petr se stal poručníkem malého Jana, budoucího bretaňského vévody.